# 스틸 디테일러
스틸 디테일러(Steel Detailer)는 디테일러 중에 강철 가공과 관련된 부분에 집중하여 도면을 만들어 내는 사람이다. 또한 Fab이라 불리는 강철 가공처와 건설현장의 강철공들을 위해 세부적인 도면을 제공하는 사람을 말한다. 여기서 말하는 도면(drawing)이라 함은 강철 가공처가 정확한 가공을 하기 위한 수치등이 기재된 샵드로잉 (shop drawing)과 강철공들에게 유용한 정보를 주는 이렉션 드로잉 (erection drawing)을 말한다.
전문적인 디테일러가 되기 위한 별도의 학과나 교육과정은 없으며, 소정의 커리큘럼을 거친 후 (개인마다 차이는 있겠으나) 실제 근무처에서 숙련된 경력 디테일러의 지도 하에 약 5년 정도의 실무 경험을 쌓게 된다면 전문적인 디테일러 라고 볼 수 있다.
사용하는 프로그램으로는 2D/3D를 모두 지원하는 보캐드, SDS/2, 레비트, 그리고, 트림블의 테클라 등을 들 수가 있다.